# 福特護衛
福特護衛者（英語：Ford Escort）是福特汽車旗下的子公司歐洲福特在1968年至2004年間生產的一款家用小型车，1981年至2003年間，北美地區也有幾款福特汽車叫做“福特護衛”。 
福特護衛共有六代，當年一直是歐洲最暢銷的汽車款式之一。在1980年代和1990年代的英國，它經常是實際最暢銷的汽車。除去歐洲之外，它也曾在中南美洲、大洋洲、以色列、日本和南非售賣。
2013年，福特宣布将在中国市场重新启用“Escort”商标，2015年开始生产。但这代的福特护卫其实是在福特福克斯的基础上开发出来的。

## 外部連結
- 中的“福特護衛”